# ГЕС Дашанькоу
ГЕС Дашанькоу (大山口水电站) — гідроелектростанція на північному заході Китаю в провінції Сіньцзян. Знаходячись між ГЕС Liǔshùgōu (вище по течії) та ГЕС Дашанькоу II (49,2 МВт), входить до складу каскаду на річці Кайду (Хайдик-Гол), яка тече до озера Баграшкьоль (дренується річкою Кончедар'я, котра або впадає ліворуч до Тариму, або тече напряму до безсточного озера Лобнор).
В межах проекту річку перекрили бетонною арково-гравітаційною греблею висотою 72 метра, яка утримує водосховище з об’ємом 209,8 млн м3 та нормальним рівнем поверхні на позначці 1406 метрів НРМ (під час повені до 1407,2 метра НРМ).
Через тунель довжиною 0,3 км з діаметром 8 метрів ресурс подається до розташованого на лівобережжі машинного залу. Тут встановили чотири турбіни потужністю по 20 МВт, які забезпечують виробництво 310 млн кВт-год електроенергії на рік.
Видача продукції відбувається по ЛЕП, розрахованій на роботу під напругою 110 кВ.